# Sybroopsis subtruncata
Sybroopsis subtruncata är en skalbaggsart som beskrevs av Stefan von Breuning 1949. Sybroopsis subtruncata ingår i släktet Sybroopsis och familjen långhorningar. Inga underarter finns listade i Catalogue of Life.